# Vomano
El Vomano (en latín, Vomanus) es un río italiano de 76 km de longitud, que atraviesa Montorio al Vomano y Roseto degli Abruzzi en la región italiana de Abruzos. Surge en el Monte San Franco en el Gran Sasso d'Italia y desemboca en el mar en Roseto degli Abruzzi. Su afluente más caudaloso es el Mavone.